# 信原拓人
信原 拓人（のぶはら たくと、1976年9月10日 - ）は、兵庫県相生市出身の元プロ野球選手（内野手）。

## 来歴・人物
小学校時代は地元の硬式野球チーム兵庫相生に所属していた。相生市立那波中学校では学校の野球部に入った。
相生高校で1年から出場し、3年夏は5回戦の三田学園高校戦で1点リードされた9回裏二死から本塁打を放って同点となるも延長13回サヨナラ負け、通算39本塁打。1994年のドラフト会議でロッテに4位で入団。
入団から6年間は1軍の試合に出ることができなかったが、7年目の2001年に初出場。11試合に出場し、5安打、1本塁打、打率.250の成績だった。
2002年は1軍の試合に出場することなく、戦力外通告を受け引退した。

## 詳細情報

### 年度別打撃成績
| 年 度     | 球 団     | 試 合 | 打 席 | 打 数 | 得 点 | 安 打 | 二 塁 打 | 三 塁 打 | 本 塁 打 | 塁 打 | 打 点 | 盗 塁 | 盗 塁 死 | 犠 打 | 犠 飛 | 四 球 | 敬 遠 | 死 球 | 三 振 | 併 殺 打 | 打 率 | 出 塁 率 | 長 打 率 | O P S |
| --------- | --------- | ----- | ----- | ----- | ----- | ----- | -------- | -------- | -------- | ----- | ----- | ----- | -------- | ----- | ----- | ----- | ----- | ----- | ----- | -------- | ----- | -------- | -------- | ----- |
| 2001      | ロッテ    | 11    | 22    | 20    | 3     | 5     | 1        | 1        | 1        | 11    | 4     | 0     | 0        | 0     | 0     | 2     | 0     | 0     | 2     | 1        | .250  | .318     | .550     | .868  |
| 通算：1年 | 通算：1年 | 11    | 22    | 20    | 3     | 5     | 1        | 1        | 1        | 11    | 4     | 0     | 0        | 0     | 0     | 2     | 0     | 0     | 2     | 1        | .250  | .318     | .550     | .868  |

### 記録
- 初出場：2001年4月24日、対オリックス・ブルーウェーブ3回戦（グリーンスタジアム神戸）、9回表に清水将海の代打として出場
- 初先発出場：2001年4月26日、対オリックス・ブルーウェーブ5回戦（グリーンスタジアム神戸）、6番・指名打者として先発出場
- 初安打：2001年8月28日、対大阪近鉄バファローズ22回戦（千葉マリンスタジアム）、7回裏に清水将海の代打として出場、三澤興一から
- 初打点：2001年9月29日、対大阪近鉄バファローズ28回戦（千葉マリンスタジアム）、1回裏にジェレミー・パウエルから左中間へ適時三塁打
- 初本塁打：2001年9月30日、対オリックス・ブルーウェーブ27回戦（グリーンスタジアム神戸）、1回表に小倉恒から右越2ラン

### 背番号
- 62 （1995年 - 2002年）